# Parvulastra calcarata
Parvulastra calcarata is een zeester uit de familie Asterinidae.
De wetenschappelijke naam van de soort werd in 1869 gepubliceerd door Edmond Perrier.